# Sam O'Dea
Sam O'Dea (Tauranga, 24 de novembro de 1990) é um jogador de vôlei de praia neozelandês, medalhista de bronze nos Jogos da Commonwealth] de 2018 na Austrália.

## Carreira
Em 2018 atuando com seu irmão Ben O'Dea  disputou a edição do Jogos da Commonwealth de 2018 realizados em Gold Coast obtendo a medalha de bronze.

## Títulos e resultados
- Future de Giardini-Naxos do Circuito Mundial de Vôlei de Praia de 2022
- Future de Mount Maunganui, do Circuito Mundial de Vôlei de Praia de 2023
- Future de Baliquesir do Circuito Mundial de Vôlei de Praia de 2022
- Torneio 1* de Aalsmeer do Circuito Mundial de Vôlei de Praia de 2018
- Torneio 1* de Shepparton do Circuito Mundial de Vôlei de Praia de 2017
- Campeonato Asiático:2014